# 카말 간주리
카말 간주리(이집트 아랍어: كمال الجنзورى, IPA: [kæˈmæːl elɡænˈzuːɾi], 영어: Kamal Ganzouri, 1933년 1월 12일 – 2021년 3월 31일)는 이집트의 경제학자이자 2011년 12월 7일부터 2012년 7월 24일까지 이집트의 총리를 역임했다. 그 이전에는 1996년부터 1999년까지 총리를 역임했다. 그는 아테프 세드키(Atef Sedki)의 뒤를 이어 1996년에 권력을 잡았고, 1999년에는 아테프 에베이드(Atef Ebeid)가 계승했다. 그는 제한된 소득층을 다루는 방식으로 인해 빈곤층 장관과 야당 장관으로 낙인찍혔다. 간주리는 총리가 되기 전 기획국제협력부 장관을 역임했다. 2011년 11월 24일 이집트 군부 통치자들은 그를 총리로 임명했다. 2011년 12월 7일 취임하였다.